# Leptotila wellsi
Leptotila wellsi (tên tiếng Anh: Grenada dove-'bồ câu Grenada') là một loài bồ câu nhiệt đới Tân Thế giới. Đây là loài đặc hữu của đảo Grenada trong quần đảo Tiểu Antilles. Ban đầu được bằng những tên như pea dove và Well's dove, nó là quốc điểu của Grenada, và được xem là một trong những loài bồ câu bị đe dọa nghiêm trọng nhất thế giới (Bird Life International 2000).